# 31650 Frýdek-Místek
31650 Frýdek-Místek è un asteroide della fascia principale. Scoperto nel 1999, presenta un'orbita caratterizzata da un semiasse maggiore pari a 2,7420603 UA e da un'eccentricità di 0,1873287, inclinata di 13,99676° rispetto all'eclittica.